# Marcin z Rytwian
Marcin z Rytwian (z Borzysławic, z Łubnicy) herbu Jastrzębiec (zm. 31 maja 1428) – wojewoda łęczycki w latach 1425-1428, a przedtem kasztelan zawichojski.

## Życiorys
Urodził się około 1382 jako syn Mikołaja z Łubnicy, podstolego łęczyckiego i podkomorzego łęczyckiego oraz Małgorzaty; bratanek Wojciecha Jastrzębca. 
Brat Ścibora.
Żonaty z Dorotą z Tarnowa, córką Jana z Tarnowa, miał z nią 11 dzieci. Szczególnie znanych jest dwóch z czterech synów: Dziersław i Jan.
Był sygnatariuszem pokoju mełneńskiego 1422 roku.